# Ng'andu Magande

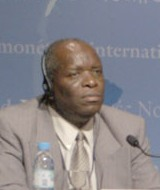
Magande im September 2003

Ng'andu Peter Magande (* 5. Juli 1947) ist ein Politiker in Sambia.

## Ausbildung
Ng'andu Magande ist als Agrarökonom ausgebildet. Zwischen 1971 und 1979 durchlief er verschiedene Trainee-Stellen im Landwirtschaftsministerium, der Weltbank, der Schwedischen internationalen Entwicklungsagentur (Sida), der deutschen Gesellschaft für Technische Zusammenarbeit der EU und der Afrikanischen Entwicklungsbank.

## Beruf
Ng'andu Magande wurde danach Geschäftsmann, Beamter und Minister. Seine Anfänge liegen im erfolgreichen Tabakanbau und parallel dazu in seiner Tätigkeit als Ständiger Sekretär von 1983 bis 1994. 1986 wurde er Direktor in der Lima Bank und 1991 in der Zambia National Commercial Bank. 1991 übernahm er zudem einen Vorstandssitz in der Industrial Development Corporation of Zambia. 1993 kam ein Vorstandssitz in der Zambia Industrial und Mining Company Ltd. hinzu. 1994 brach er diese Tätigkeiten alle ab und widmete sich der Technical Assistance Consultancy. 1996 wurde er zum Generalsekretär der AKP-Staaten berufen, sein erstes internationales Amt, das er bis 2000 innehatte. Im Juli 2003 wurde er zum Finanzminister Sambias berufen, eine Berufung, die im Kabinett 2006 bestätigt wurde. Ng'andu Magande hält ein Mandat (Chilanga) in der Nationalversammlung Sambias.

## Image
Ng'andu Magande „is one of the guinea pigs for harmonisation at international level“ (ist eines der Versuchstiere für die Harmonisierung auf internationaler Ebene). Das steht in krassem Kontrast zum Namen Ng'andu, der auf Bemba königliches Krokodil bedeutet. Im wird großes Verhandlungsgeschick nachgesagt sowie ein guter Sinn für Vermittlung und Diplomatie. Er gilt als ausgezeichneter Kenner der Vereinten Nationen und der Europäischen Union.

## Privatleben
Ng'andu Magande hat mit seiner Ehefrau Joyce drei Töchter und zwei Söhne. Sie betreiben bei Choma ein großes Landgut, auf dem sie vor allem Tabak anbauen.

## Schriften
- Samir Gharbi, Michel Roussin, Ng’andu Peter Magande: Europe-ACP: Lome I, II, III, IV… et apres? In: Jeune Afrique, Paris, Band 39 (1999), Nr. 1986, S. 39–77
- Ng’andu Peter Magande: The depth of my footprints: from the hills of Namaila to the global stage. Maleendo & Company, Atlanta 2018, ISBN 978-1-72095-454-5 (Autobiografie)